# Притчард, Пэйтон
Пэйтон Майкл Притчард (англ. Payton Michael Pritchard; род. 28 января 1998, Туалатин) — американский профессиональный баскетболист, выступающий за клуб НБА «Бостон Селтикс». Играет на позиции разыгрывающего защитника. Был выбран на драфте НБА 2020 года под 26-м номером.

## Профессиональная карьера
Притчард был выбран на драфте НБА 2020 года под 26-м номером клубом «Бостон Селтикс». 24 ноября 2020 года Притчард подписал контракт с «Селтикс». 15 декабря 2020 года в своём первом предсезонном поединке за «Бостон» Притчард набрал 17 очков в матче против клуба «Филадельфия Севенти Сиксерс». В отсутствие Кемба Уокера Притчард получал в первых пяти играх сезона 2020/2021 четвёртое игровое время (после Джейсона Тейтума, Джейлена Брауна и Маркуса Смарта).
8 апреля 2023 года в матче против «Атланты Хокс» Притчард впервые в своей карьере оформил трипл-дабл, набрав 30 очков, 14 подборов и 11 передач.
8 октября 2023 года Пэйтон подписал новый четырёхлетний контракт с «Селтикс» на 30 миллионов долларов.
Во второй игре Финала НБА 2024 года против «Даллас Маверикс» 9 июня Притчард попал трехочковый с 34 футов (10,6 метров) в конце третьей четверти, когда «Селтикс» выиграли 105-98. Восемь дней спустя в пятой игре он совершил бросок со своей половины в конце второй четверти в победе со счетом 106-88, что принесло Притчарду первый чемпионский титул НБА.  По данным НБА, это был самый дальний бросок в финале НБА с 1997 года; на графике НБА расстояние составляет 50 футов (15,24 метра), в то время как по результатам игры бросок был с 43 футов (13,1 метра).

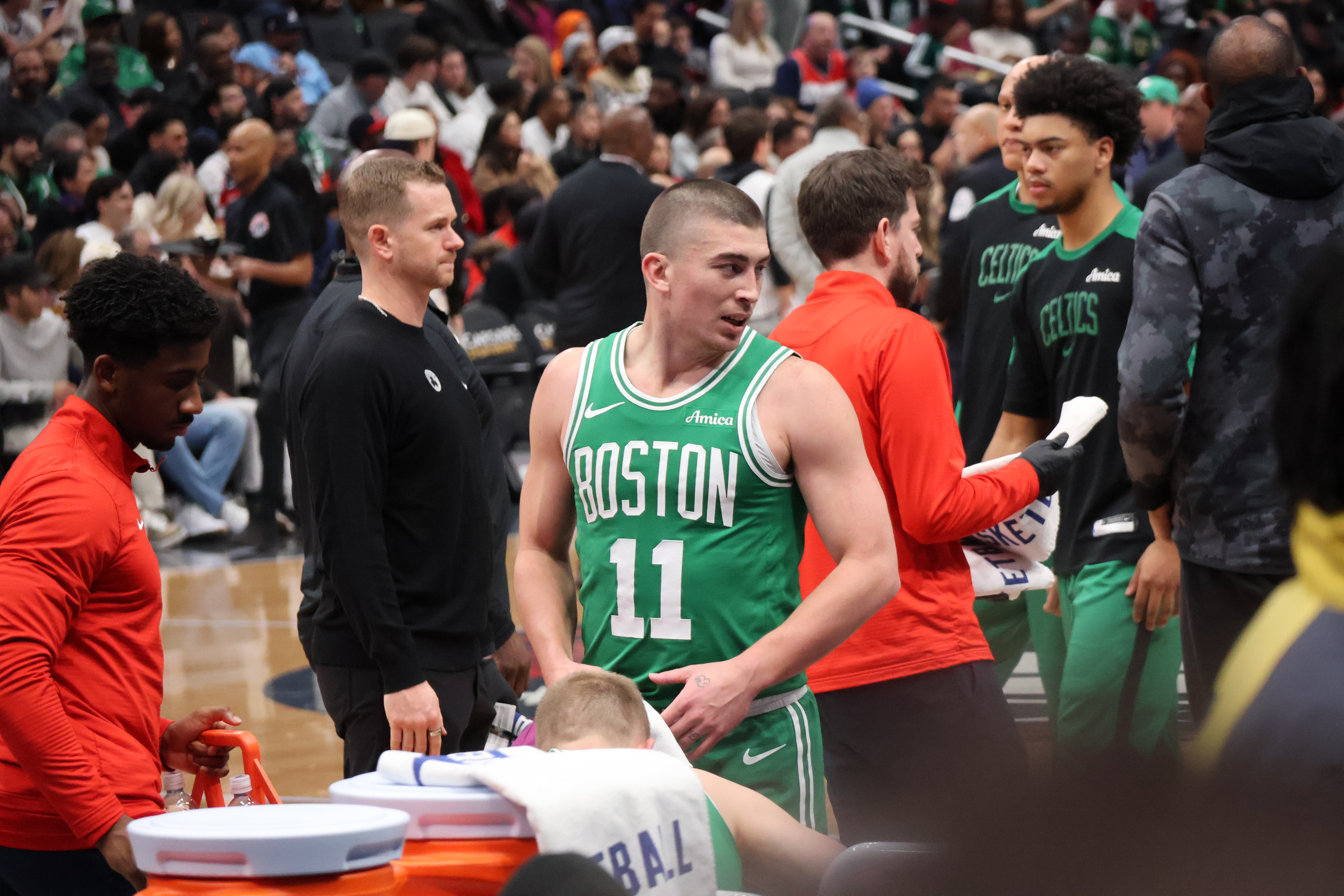
Притчард в 2024 году

5 марта 2025 года Притчард набрал максимальные в карьере 43 очка, а также сделал 10 подборов и пять передач в победе над «Портленд Трэйл Блэйзерс» со счетом 128:118. Он и Деррик Уайт стали первыми игроками «Селтикс», забросившими 9 и более трехочковых в одной игре (Притчард - 10), и первыми, кто набрал 40 и более очков в одной игре (Уайт - 41). Они также стали первыми партнерами по команде НБА, забросившими 19 трехочковых в одной игре, и первыми, набравшими не менее 40 очков и забросившими по семь трехочковых. 15 марта Притчард забросил свой 219-й трехочковый в сезоне в матче с «Бруклин Нетс». Он установил рекорд НБА по количеству трехочковых бросков для игрока скамейки за сезон.
20 апреля в первой игре первого раунда плей-офф против «Орландо Мэджик» Притчард набрал 19 очков за 25 минут, выходя со скамейки запасных. В тот же день он был назван финалистом премии лучшего шестого игрока НБА. Притчард был объявлен победителем премии два дня спустя, 22 апреля; он получил 82 из 100 голосов за первое место и был единственным игроком, указанным в каждом бюллетене.

## Статистика

### Статистика в НБА
| Сезон                                                                                    | Команда | Регулярный сезон | Регулярный сезон | Регулярный сезон | Регулярный сезон | Регулярный сезон | Регулярный сезон | Регулярный сезон | Регулярный сезон | Регулярный сезон | Регулярный сезон | Регулярный сезон | Серия плей-офф | Серия плей-офф | Серия плей-офф | Серия плей-офф | Серия плей-офф | Серия плей-офф | Серия плей-офф | Серия плей-офф | Серия плей-офф | Серия плей-офф | Серия плей-офф |
| Сезон                                                                                    | Команда | GP               | GS               | MPG              | FG%              | 3P%              | FT%              | RPG              | APG              | SPG              | BPG              | PPG              | GP             | GS             | MPG            | FG%            | 3P%            | FT%            | RPG            | APG            | SPG            | BPG            | PPG            |
| ---------------------------------------------------------------------------------------- | ------- | ---------------- | ---------------- | ---------------- | ---------------- | ---------------- | ---------------- | ---------------- | ---------------- | ---------------- | ---------------- | ---------------- | -------------- | -------------- | -------------- | -------------- | -------------- | -------------- | -------------- | -------------- | -------------- | -------------- | -------------- |
| 2020/21                                                                                  | Бостон  | 66               | 4                | 19,2             | 44,0             | 41,1             | 88,9             | 2,4              | 1,8              | 0,6              | 0,1              | 7,7              | 5              | 0              | 13,4           | 35,3           | 30,0           | 100,0          | 1,8            | 2,4            | 0,4            | 0,0            | 3,4            |
| 2021/22                                                                                  | Бостон  | 71               | 2                | 14,1             | 42,9             | 41,2             | 100,0            | 1,9              | 2,0              | 0,4              | 0,1              | 6,2              | 24             | 0              | 12,9           | 42,2           | 33,3           | 66,7           | 1,9            | 1,6            | 0,3            | 0,1            | 4,8            |
| 2022/23                                                                                  | Бостон  | 48               | 3                | 13,4             | 41,2             | 36,4             | 75,0             | 1,8              | 1,3              | 0,3              | 0,0              | 5,6              | 10             | 0              | 5,7            | 54,5           | 40,0           | 80,0           | 0,6            | 1,1            | 0,1            | 0,0            | 3,2            |
| 2023/24                                                                                  | Бостон  | 82               | 5                | 22,3             | 46,8             | 38,5             | 82,1             | 3,2              | 3,4              | 0,5              | 0,1              | 9,6              | 19             | 0              | 18,7           | 41,9           | 38,3           | 91,7           | 1,9            | 2,1            | 0,2            | 0,0            | 6,4            |
| 2024/25                                                                                  | Бостон  | 80               | 3                | 28,4             | 47,2             | 40,7             | 84,5             | 3,8              | 3,5              | 0,9              | 0,2              | 14,3             | 11             | 0              | 27,5           | 45,5           | 40,3           | 82,4           | 2,3            | 1,5            | 0,5            | 0,0            | 11,9           |
|                                                                                          | Всего   | 347              | 17               | 20,2             | 45,4             | 39,9             | 85,6             | 2,7              | 2,5              | 0,5              | 0,1              | 9,1              | 69             | 0              | 15,8           | 43,5           | 37,0           | 83,3           | 1,8            | 1,7            | 0,3            | 0,0            | 6,0            |
| Наведите курсор мыши на аббревиатуры в заголовке таблицы, чтобы прочесть их расшифровку. |         |                  |                  |                  |                  |                  |                  |                  |                  |                  |                  |                  |                |                |                |                |                |                |                |                |                |                |                |

### Статистика в NCAA
| Сезон | Команда | Conf   | Class | GP  | GS  | MPG  | FG%  | 3P%  | FT%  | RPG | APG | SPG | BPG | PPG  |
| --- | ------- | ------ | ----- | --- | --- | ---- | ---- | ---- | ---- | --- | --- | --- | --- | ---- |
| 2016/17 | Орегон  | Pac-12 | FR    | 39  | 35  | 28,3 | 39,3 | 35,0 | 73,0 | 3,4 | 3,6 | 1,2 | 0,1 | 7,4  |
| 2017/18 | Орегон  | Pac-12 | SO    | 36  | 36  | 35,1 | 44,7 | 41,3 | 77,4 | 3,8 | 4,8 | 1,4 | 0,0 | 14,5 |
| 2018/19 | Орегон  | Pac-12 | JR    | 38  | 38  | 35,5 | 41,8 | 32,8 | 83,8 | 3,9 | 4,6 | 1,8 | 0,1 | 12,9 |
| 2019/20 | Орегон  | Pac-12 | SR    | 31  | 31  | 36,6 | 46,8 | 41,5 | 82,1 | 4,3 | 5,5 | 1,5 | 0,0 | 20,5 |
| Всего | Всего   | Всего  | Всего | 144 | 140 | 33,7 | 43,7 | 37,9 | 80,0 | 3,8 | 4,6 | 1,5 | 0,0 | 13,5 |
| Наведите курсор мыши на аббревиатуры в заголовке таблицы, чтобы прочесть их расшифровку Статистика приведена с сайта sports-reference.com |         |        |       |     |     |      |      |      |      |     |     |     |     |      |